# Callinectes marginatus
Espèce
Callinectes marginatus est une espèce de crabes de la famille des Portunidae, également appelé crabe marbré.

## Description
La largeur maximale de sa carapace est de 10 cm.

## Distribution
Cette espèce se rencontre dans l'Atlantique en Afrique, dans les eaux saumâtres des estuaires et des lagunes.

## Référence
- Milne Edwards, 1861 : Etudes zoologiques sur les Crustacés récents de la famille des Portuniens. Archives du Muséum National d'Histoire Naturelle, Paris, vol. 10, p. 309–428.